# Cabdill reial del Pacífic
El cabdill reial del Pacífic (Onychorhynchus occidentalis) és una espècie d'ocell de la família dels titírids (Tityridae). Es troba a l'oest d'Equador i extrem nord-est del Perú. Els seus hàbitats són els boscos tropicals i subtropicals de frondoses humits i els secs, així com els cursos d'aigua i pantans tropicals. Es troba amenaçat per la destrucció del seu hàbitat. El seu estat de conservació es considera vulnerable.
Té un característic plomall al cap en forma de ventall, que al desplegar-se mostra plomes, vermelles en el mascle i grogues en la femella.